# Stanisławów (powiat legionowski)
Stanisławów – nieistniejąca wieś w Polsce położona w województwie mazowieckim, w powiecie legionowskim, w gminie Nieporęt przy drodze wojewódzkiej nr 633. Obecnie wieś podzielona jest na dwie miejscowości:
- Stanisławów Pierwszy
- Stanisławów Drugi